# Råbymagle
Råbymagle er en landsby i Borre Sogn på Møn beliggende langs Søndre Landevej - 2 kilometer syd for Borre. Råbymagle hører ind under Vordingborg Kommune og tilhører Region Sjælland. 
Råbymagle (magle = "store") omtales omkring 1370 "Roby" og 1508 "Rabymagle". Navnet betyder "Byen hvor der er rådyr" 

## Huse og personer i Råbymagle
Købmanden i Råby (Søndre Landevej 47) åbnede i 1928. Forretningens første kunde var smedemester Bernhard Holms søn Egon, som købte en flaske cognac med hjem til sine forældre. Det var Jenny og Einer Hansen, som drev købmandsforretningen, som lukkede i 1961. 
Doktorboligen i Råbymagle (Søndre Landevej 51) blev opført i 1876. På det tidspunkt hørte Råbymagle under Klintholm Gods, og godsejer Carl Sophus Brønnum Scavenius fik bygget doktorboligen for at spare penge ved at sende de syge landarbejdere mfl. til lokal behandling frem for til et fjernere beliggende sygehus. Fra starten af 1920'erne blev Doktorboligen lavet om til pensionat. I perioden 1939-1943 boede i forbindelse med bygningen af Møn-broen en masse broarbejdere i huset. I dag bor Aase Nielsen og Casper Deleuran i Doktorboligen.  
Maleren Gudrun Poulsen boede i en periode op til slutningen af 1970'erne i Råbymagle (Søndre Landevej 41A).

## Billedgalleri
- Købmandsgården med købmandsparret sammen med Jens Peter Wegener foran butikken
- Doktorboligen som den tog sig ud i 1928 som "Storms Pensionat"